# Pravidlo pěti sekund

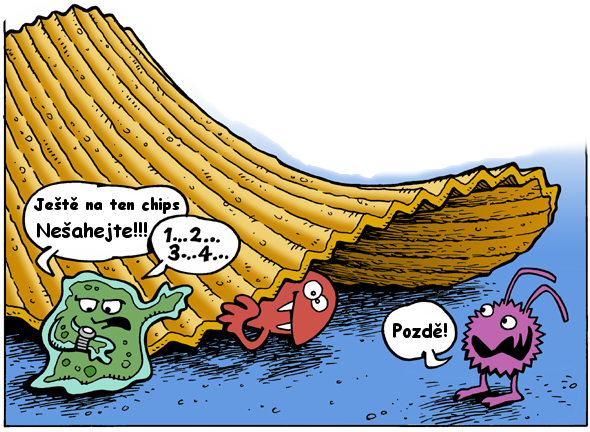
Ilustrace Pravidla pěti sekund, WikiWorld comic

Pravidlo pěti sekund je oblíbená humorná teorie týkající se spadlého jídla na zem. Podstata pravidla spočívá v tom, že jídlo, které spadlo na zem, je možné bezpečně sníst bez zasažení bakteriemi nebo původci nemocí, pokud je zdviženo do pěti sekund. Toto pravidlo je ale vědecky vyvráceno. Některé bakterie se přenesou rychleji než za jednu sekundu. V Rusku existuje podobné pravidlo: „Ihned zvednuté se nepovažuje za spadlé.“
Pravidlo pěti sekund se nevztahuje na lepivé potraviny (např. máslo, jogurt, zmrzlina), na které se nečistoty zjevně nalepí. Původ pravidla není známý.

## Výzkum
V roce 2003 zjistila laborantka Jillian Clarková z Univerzita Illinois v Urbana Champaign ve svém výzkumu, že pravidlo pěti sekund znalo 56 % mužů a 70 % žen. Shromáždila vzorky z podlah v kampusu, které byly podrobeny mikroskopické analýze. Zjistilo se, že různé druhy jídla byly výrazně kontaminovány po krátkém kontaktu bakterií Escherichia coli. Na druhou stranu Clarková neobjevila významné známky kontaminace na veřejných podlahách, které by měly představovat zdravotní rizika. Clarková za tento výzkum dostala v roce 2004 Ig Nobelovu cenu.
V důkladnější studii z roku 2006 byly bakterie salmonely aplikovány na dřevo, dlaždice a nylonový koberec a vystavené suchu přežily až 28 dní. Po osmihodinovém vystavení suchým podmínkám by bakterie stále mohly kontaminovat chleba se salámem do pěti minut a při kontaktu delším než hodinu stoupla kontaminace až desetkrát.
Pravidlo pěti sekund bylo také předmětem jedné epizody populárního televizního pořadu Bořiči mýtů kanálu Discovery. Přes použití rozdílné metody výzkumu byl závěr stejný – není důležité, jak dlouho je potravina vystavena bakteriím, protože je kontaminována prakticky ihned. Rozdíl mezi vystavením působení bakterií na 2 nebo 6 sekund byl zanedbatelný.
Ted Allen podrobil pravidlo testování v epizodě seriálu Food Detectives. Výsledek: Bakterie ulpí na jídle okamžitě. Frekventovanější oblasti vedou k většímu znečištění jídla bakteriemi.